# Conquistas e invasões mongóis
As invasões e conquistas mongóis aconteceram nos séculos XIII e XIV, criando o vasto Império Mongol que, por volta de 1300, já cobria grandes porções da Eurásia. Historiadores consideram as devastações causadas pelas invasões mongóis como um dos episódios mais letais da história militar humana. Além disso, as expedições mongóis podem ter sido um dos fatores principais para a expansão da peste bubônica pelo Eurásia, ajudando a alastrar a Peste Negra em meados do século XIV.
O Império Mongol se desenvolveu ao longo do século XIII através de uma série de campanhas militares bem sucedidas pela Ásia, chegando ao leste da Europa na década de 1240. Em contraste com os "impérios do mar" como o dos Britânicos, a força dos mongóis estava em terra, alimentado pela poderosa cavalaria mongol. Então, as conquistas e saques mongóis aconteciam primordialmente no verão ou primavera, onde havia abundância de mantimentos para seus cavalos e gado. A ascensão mongol foi precedida por quinze anos de condições climáticas quentes e molhadas, de 1211 a 1225, que permitiu a criação e manutenção de milhares de cavalos saudáveis, que seria vital nas invasões.
A partir da década de 1260, o império mongol começou a se fragmentar, principalmente por divisões internas e, até certo ponto, pressões externas, com o conflito entre os mongóis e as forças políticas da Europa Oriental continuando por séculos. Os mongóis governariam a China até a Dinastia Iuã do século XIV, enquanto o controle mongol na Pérsia perduraria até o século XV com a ascensão do Império Timúrida. Na Índia, o Império Mogol sobreviveu até o século XIX.
Muito sobre a historiografia mongol está aberta ao debate, principalmente pela falta de fontes contemporâneas dos próprios mongóis. Isso torna difícil medir a devastação causada pelos mongóis, porém presume-se que foi considerável. Sem incluir as mortes causadas pela Peste Negra através da Eurásia, é estimado que entre 20 e 57 milhões de pessoas morreram entre 1206 e 1405 durante as campanhas militares de Gêngis Cã, Cublai Cã e Tamerlão. A destruição das batalhas, cercos e até exemplos de guerra biológica, e massacres foram responsáveis pela maioria das mortes.
Ainda assim, apesar da devastação causada pelas invasões mongóis, sua expansão também fez aumentar o comércio mundial, a integração entre as culturas europeia e asiática e diversos avanços tecnológicos, com conhecimentos vindos do extremo oriente, especialmente da China, chegando à Europa. A ocupação mongol também foi vital na unificação interna dos impérios Russo e Chinês, sedimentando a identidade nacional de ambos.

## Cronologia

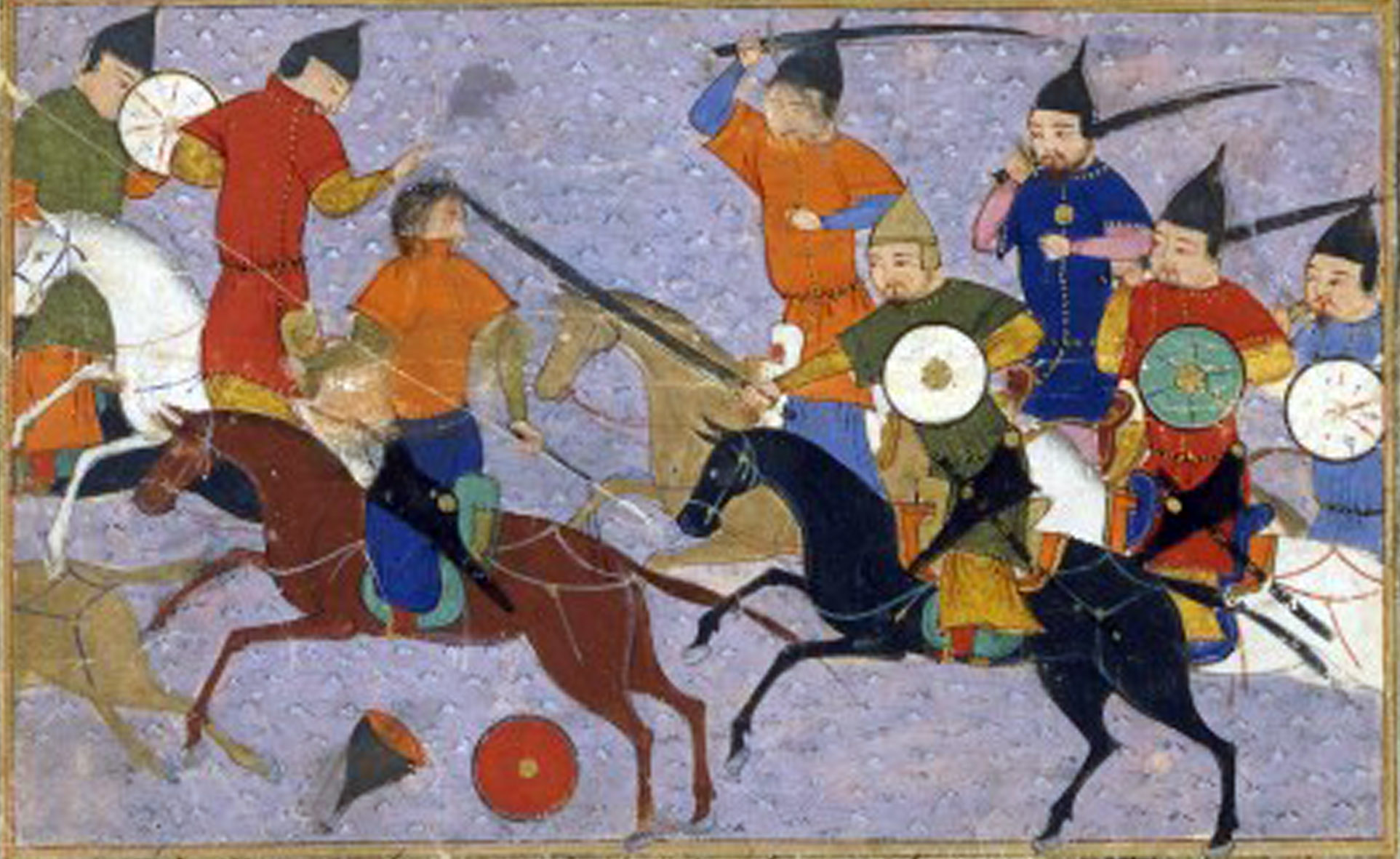
Batalha de Yehuiling contra a Dinastia Jin

- Batalha de Yehuiling contra a Dinastia Jin1187-1206: Temujim unifica as vários tribos mongóis e ao término do processo se proclama o chefe oceânico (ou universal) com o nome Gêngis Cã.
- 1206-1207: Submissão do Tibete.
- 1206-1209: Reunião de povos turcos a Gêngis Cã.
- 1211: Têm início a campanha contra a China.
- 1212: Reunião dos quitais aos mongóis.
- 1214-1215: Cerco de Pequim. Manchúria anexada.
- 1217: Gêngis Cã confia ao general Mukhali o comando da China.
- 1218: Conquista do Canato Caraquitai. Invasão da Coreia.
- 1219: Ataque ao Império Corásmio. Otrar capturada.
- 1220: Bucara, Samarcanda, Rei, Caspim e Hamadã anexadas por Gêngis Cã. Termez atacada. Damingue, na China, anexada por Mucali. Reorganização da Transoxiana.
- 1221: Queda de Urguenche. Generais mongóis tomam Tiflis e Merve. Bactro ocupada por Gêngis Cã. Derrota Mongol na Batalha de Parwan no Afeganistão.
- 1222: Captura de Herate. Um destacamento mongol alcança Multan. Xian capturada.
- 1223: Vitória mongol sobre os exércitos russos e cumanos na Batalha do rio Kalka. Breve incursão mal-sucedida contra os búlgaros do Volga. Subedei e Jebe Noyon, após tal campanha de reconhecimento, se juntam a Gêngis Cã.
- 1226: Gêngis Cã ataca os tangutos e anexa Cantão e Suzhou.
- 1227: Rendição de Ningxia e dos tangutos. Morte de Jochi e Gêngis Cã. Seu império é dividido entre seus filhos e netos.
- 1228: Batalha inclusiva por Isfahan.
- 1229: Oguedai Cã é eleito como grão-cã pelo curiltai.
- 1230-1231: Destruição das forças remanescentes do Império Corásmio. Ocupação do Irã.
- 1232: Nova expedição militar contra a Coreia. Songda, a capital do reino, é capturada. Tangkun capturada.
- 1233: Captura de Caifengue, capital do Império Jim. Azerbaijão anexado.
- 1234: Concluída a conquista do norte da China, até então sob domínio Jim.
- 1235: É declarada guerra contra os Song. A Armênia é anexada.
- 1236: Chengdu capturada. Terceiro ataque contra a Coreia. Invasão da Geórgia. Começa a campanha contra a Europa.
- 1236-1237: Vassalização da Geórgia. Destruição dos búlgaros do Volga. Submissão dos quipechaques. Tem início a Invasão Mongol da Rússia. invasão dos principados russos, com a captura de Riazã e Colomna. Ispaã capturada.
- 1238: Moscou e Vladimir capturadas. Incursões no Iraque.
- 1239: Submissão dos Alanos. Conquista da Crimeia. Invasão ao Tibete. Recuos na China.
- 1240: Srinagar capturada. Reide na Caxemira. Quieve capturada em 6 de dezembro.
- 1241: Após a invasão da Rússia, o exército mongol se divide em três. O exército principal ataca a Hungria, enquanto que um ao norte ataque ataca a Polônia e a Lituânia e mais a sul outro ao sul a Transilvânia (parte do reino da Hungria). Os mongóis cruzam o Vístula e Cracóvia é destruída. Vitória mongol sobre os exércitos alemães e poloneses em Legnica. Breve incursão sobre a Boêmia. Peste capturada. Guardas avançados mongóis próximos de Viena e Veneza. Captura de Gran e Zagrebe. Morte de Oguedai.
- 1243: Invasão da Anatólia. Turcos seljúcidas derrotados em Köse Dag. Sivas, Tocate e Caiseri capturadas. Seljúcidas são reduzidos a vassalagem.
- 1244: Vassalização da Cilícia.
- 1246: Guiuque Cã eleito como o novo grão-cã. Problemas entre este e Batu Cã quase levam o Império a uma guerra civil.
- 1247: Continuação da guerra na Coreia.
- 1248: Morte de Guiuque Cã.
- 1251: Mangu Cã é eleito o novo grão-cã, com o apoio de Batu Cã e seus irmãos.
- 1253: Ocupação de Iunã.
- 1256: Continuação da guerra no sul da China. Alamute capturada e destruição da Seita dos Assassinos.
- 1257: Ofensiva na Indochina. Hanói pilhada. Capitulação da Coreia. Invasão do Iraque e ataques na Índia.
- 1258: Captura de Bagdá. Execução do califa e anexação do Iraque. Danilo da Galícia, após alguns anos de resistência contra a Horda de Ouro, é enfim vencido por Burundai e Nogai Cã.
- 1259: Invasão da Síria. Nova investida militar da Horda de Ouro na Lituânia e Polônia. Morte do grão-cã Mangu Cã.
- 1260: Alepo e Damasco capturadas pelo Ilcanato. São derrotados pelos mamelucos do Egito em Aim Jalute. Cublai Cã é eleito como o grão-cã após derrotar seu irmão Arigue Buga.
- 1262: Destruição de Moçul. Tem início a guerra entre Berque, cã da Horda de Ouro, e Hulagu, cã da Pérsia.
- 1265: Incursão da Horda de Ouro na Bulgária e Trácia. Miguel VIII Paleólogo oferece sua filha ilegítima Eufrósine Paleóloga em casamento à Nogai Cã.
- 1267: Término da guerra entre Berque e Hulagu, inconclusiva para os dois lados.
- 1268: Envio de embaixadores ao Japão.
- 1274: Ataques contra Esmolensco. Primeiro ataque contra o Japão.
- 1275: Terceiro ataque contra a Lituânia.
- 1277: Investida contra a Birmânia.
- 1279: Rendição dos Song do sul. A conquista da China é concluída. Cublai Cã estabelece uma nova dinastia, a Iuã.
- 1281: Segundo ataque contra o Japão. Segundo ataque contra a Síria, detido próximo a Homs.
- 1284-1285: Segundo ataque contra o Vietnã. Hanói chega a ser tomada, mas a invasão é malograda.
- 1285: Segundo ataque contra a Hungria, liderado por Tula Buga e Nogai Cã. Inicialmente bem sucedido, com algumas cidades da Transilvânia devastada pelos invasores. No entanto foram derrotados próximo a Peste.
- 1287: Terceiro ataque contra a Polônia, liderado por Tula Buga e Nogai Cã. Após devastarem algumas cidades, são derrotados em Cracóvia. Vassalização da Birmânia.
- 1287-1288: Terceiro ataque contra o Vietnã. Derrota na Batalha de Bach Dang.
- 1292: Ataque contra Java.
- 1293: Incursão punitiva contra Moscou.
- 1297: Invasão do Canato Chagatai contra a Índia. Detida próxima a Jalandar.
- 1299: Terceiro ataque contra a Síria. Os mongóis chegam próximos de Damasco, mas são detidos pelos mamelucos na Batalha de Uádi Cazandar. Nova investida malograda contra a Índia.
- 1301: Quarto ataque contra a Síria.
- 1304: Quinto ataque contra a Síria.
- 1307: Invasão de Guilão.
- 1312: Nova invasão da Síria.
- 1324, 1337: Invasões mongóis da Trácia.
- 1337, 1340: Invasões mongóis da Polônia.